# Квашена капуста

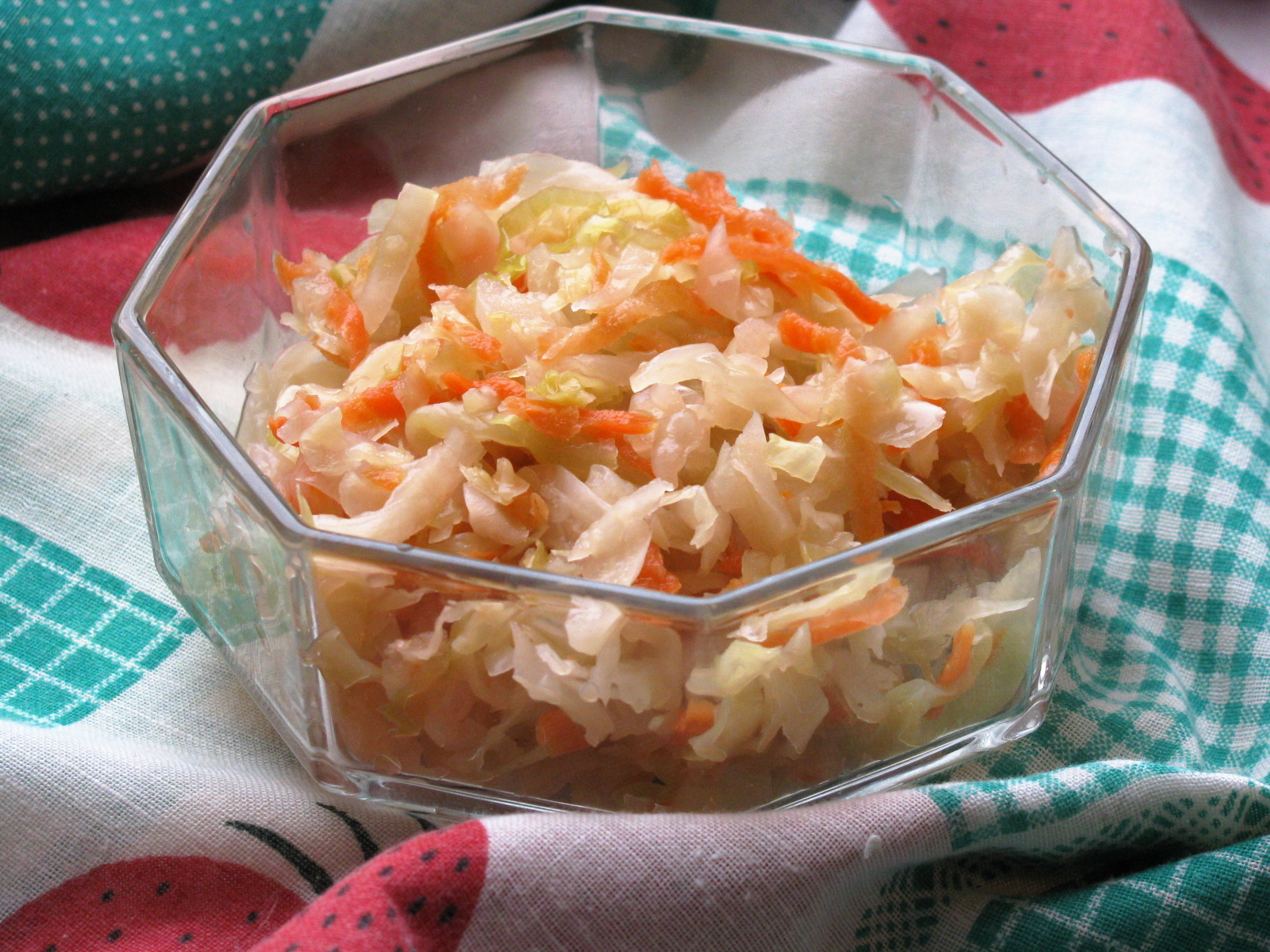
Капуста квашена

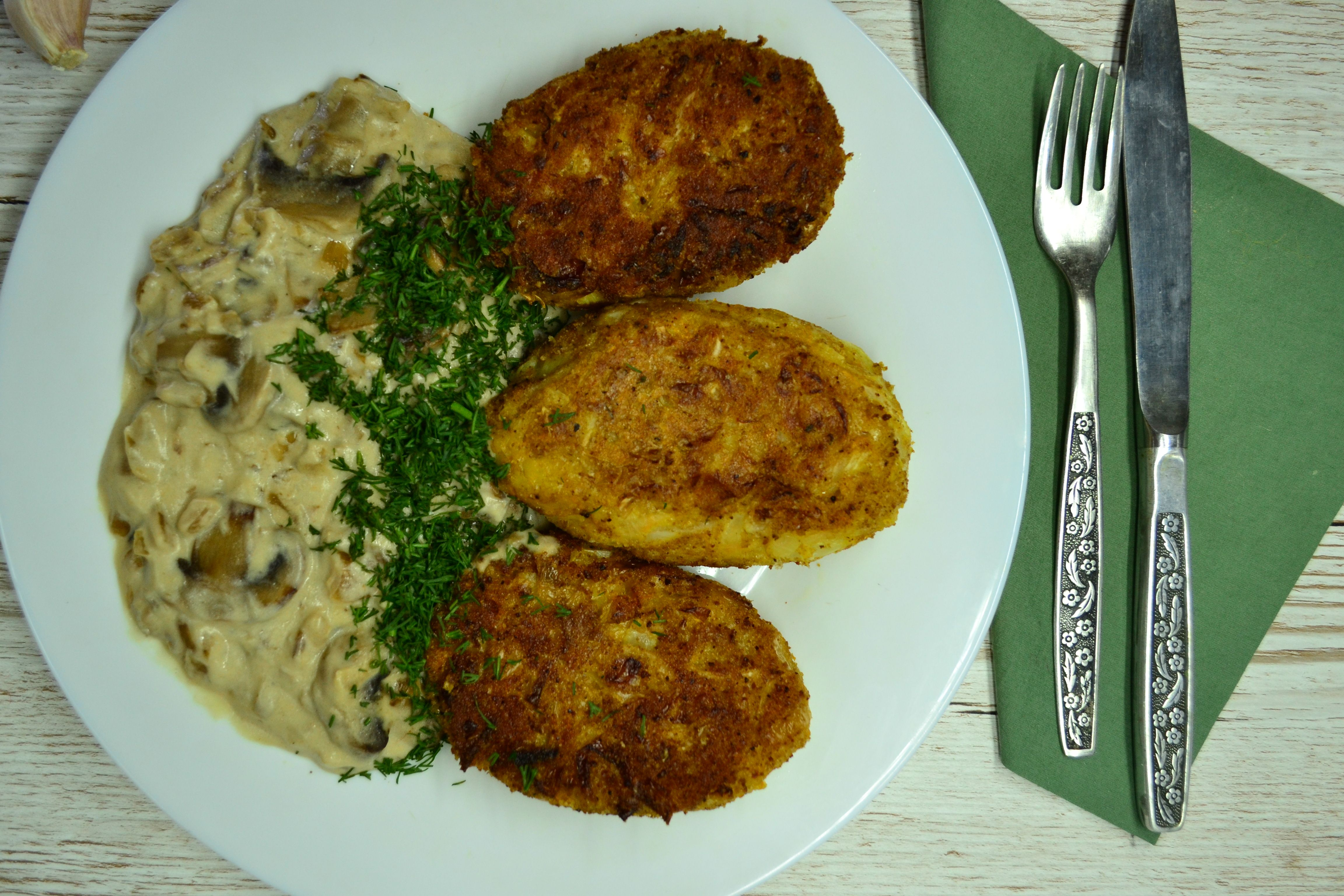
Фучки з грибним соусом

Ква́шена, ква́сна, або ки́сла капу́ста — овочевий продукт, приготований способом молочнокислого бродіння. Є типовим компонентом української, російської, польської, чеської, нідерландської та німецької кухонь, рідше використовується як пресерви.
Цей продукт відомий здавна, ймовірно, ще з часу першого знайомства народів Східної Європи з білокачанною капустою. Вирощування цього невибагливого овоча досить швидко і широко розповсюдилось в нечорноземних регіонах, де він був чи не найголовнішою культурою. Для того, щоб заготовлена восени капуста довше зберігалась, люди почали застосовувати квашення. Для цього вимиті качани подрібнювали (зазвичай сікачкою в кориті), нарізану сировину м'яли або клали під гніт для кращого відділення соку і заливали розчином солі. Цукор, який міститься в соку, зброджувався молочнокислими бактеріями, водночас, сіль пригнічувала розвиток немолочнокислої мікрофлори і запобігала псуванню вже заквашеної капусти. Завдяки поступовому дозріванню у прохолоді така закуска могла зберігатися кілька місяців, забезпечуючи селян їжею до весни. З цієї ж причини моряки квашену капусту використовували як провіант, який запобігав розвитку цинги.
Квашена капуста корисна для здоров'я, вона містить мікроелементи, клітковину, вітаміни C, B6, PP, U. Її регулярне вживання покращує перистальтику кишки, а однієї порції досить, щоб вдовольнити добову потребу організму у вітаміні C. Водночас значна кислотність цього продукту може погано впливати на шлунок, тому квашену капусту слід обережно вживати при гастритах, виразковій хворобі.
У давнину капусту квасили у великих кількостях у діжках, які ставили у прохолодне місце, в сучасній кулінарії капусту часто квасять невеликими порціями в бутлях, зберігаючи у холодильнику. Спосіб квашення також урізноманітнився. У найпоширенішому варіанті капусту квасять з додаванням невеликої кількості моркви, в Чехії при квашенні капусти часто додають яблука і кмин, у Вірменії — прянощі. Також відомі рецепти з додаванням буряку, винограду, журавлини.
Найчастіше на стіл квашену капусту подають окремо як закуску до м'ясних і картопляних страв. Крім того, вона входить до складу зимових салатів (зокрема вінегрету), фучек, слугує начинкою для пирогів, вареників, лежнів або тушкується окремо (бігос, шукрут). Існує велика група супів, обов'язковим інгредієнтом яких є саме квашена капуста: капусняк, щі тощо. Близькою до квашеної капусти є корейська закуска кімчі.